# Corylus chinensis
Corylus chinensis,  ліщина китайська — це листяне дерево, що походить із західного Китаю. Це дерево вважається вразливим через свою рідкісність. 

## Опис
Цей вид виростає до 40 метрів у висоту. Має сіро-коричневу, тріщинисту кору з плямистими смугами.  Гілки пурпурово-коричневого кольору, тонкі та рідко ворсинчасті. 
Листя варіюються від яйцеподібного до оберненояйцеподібно-еліптичного і мають подвійно зазубрений нерівний край. 

## Поширення
Corylus chinensis зустрічається на вологих схилах лісів на висотах від 1200 до 3500 метрів. Про це повідомляється з Тибету, Сіньцзяна, Ганьсу, Гуйчжоу, Хубея, Шеньсі, Сичуані та Юньнані. Батьківщиною цього дерева є Хенань, Хубей, Хунань, Шеньсі, Сичуань і Юньнань. 

## Використання
Плоди та олія з горішків Corylus chinensis їстівні. 

## Галерея

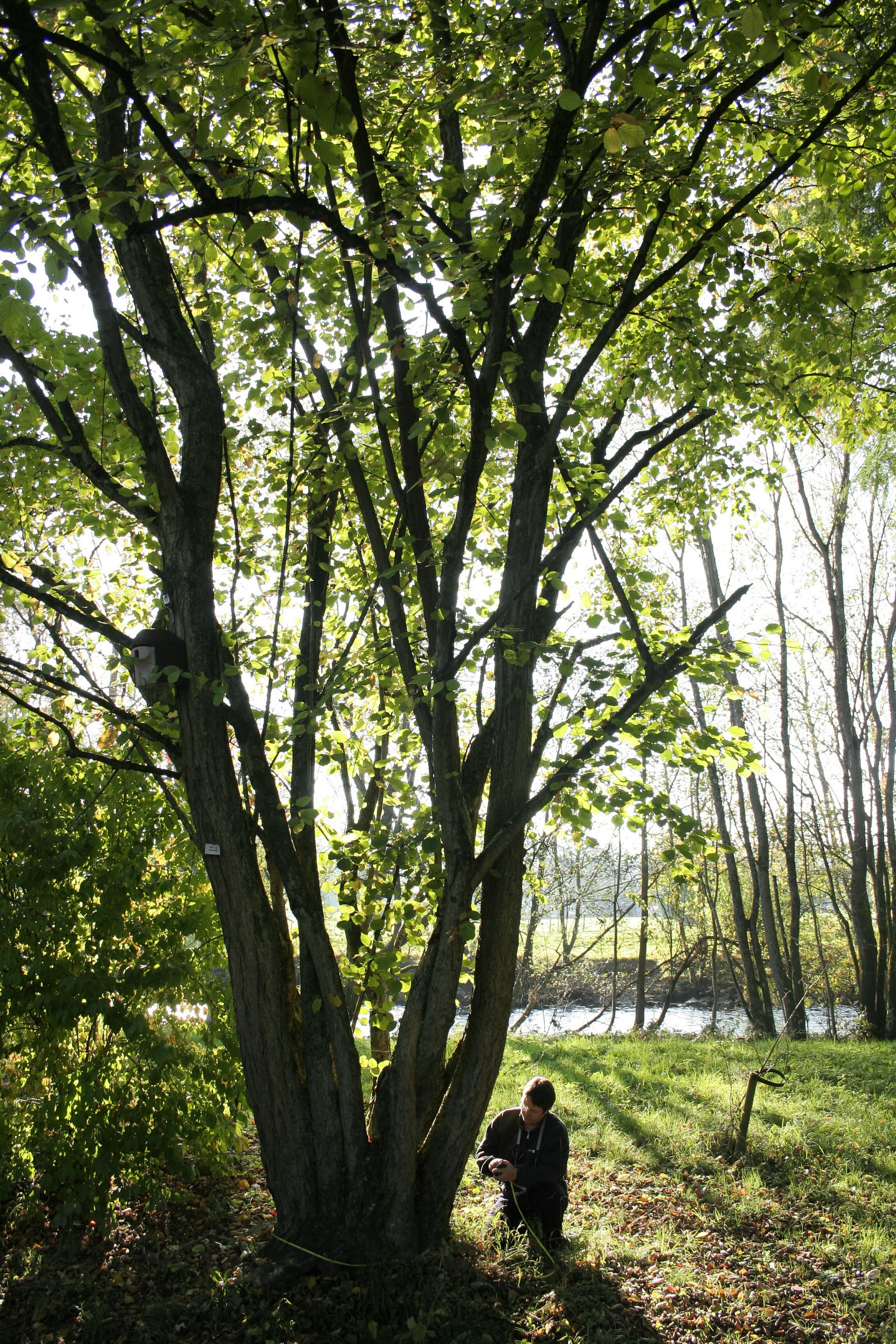
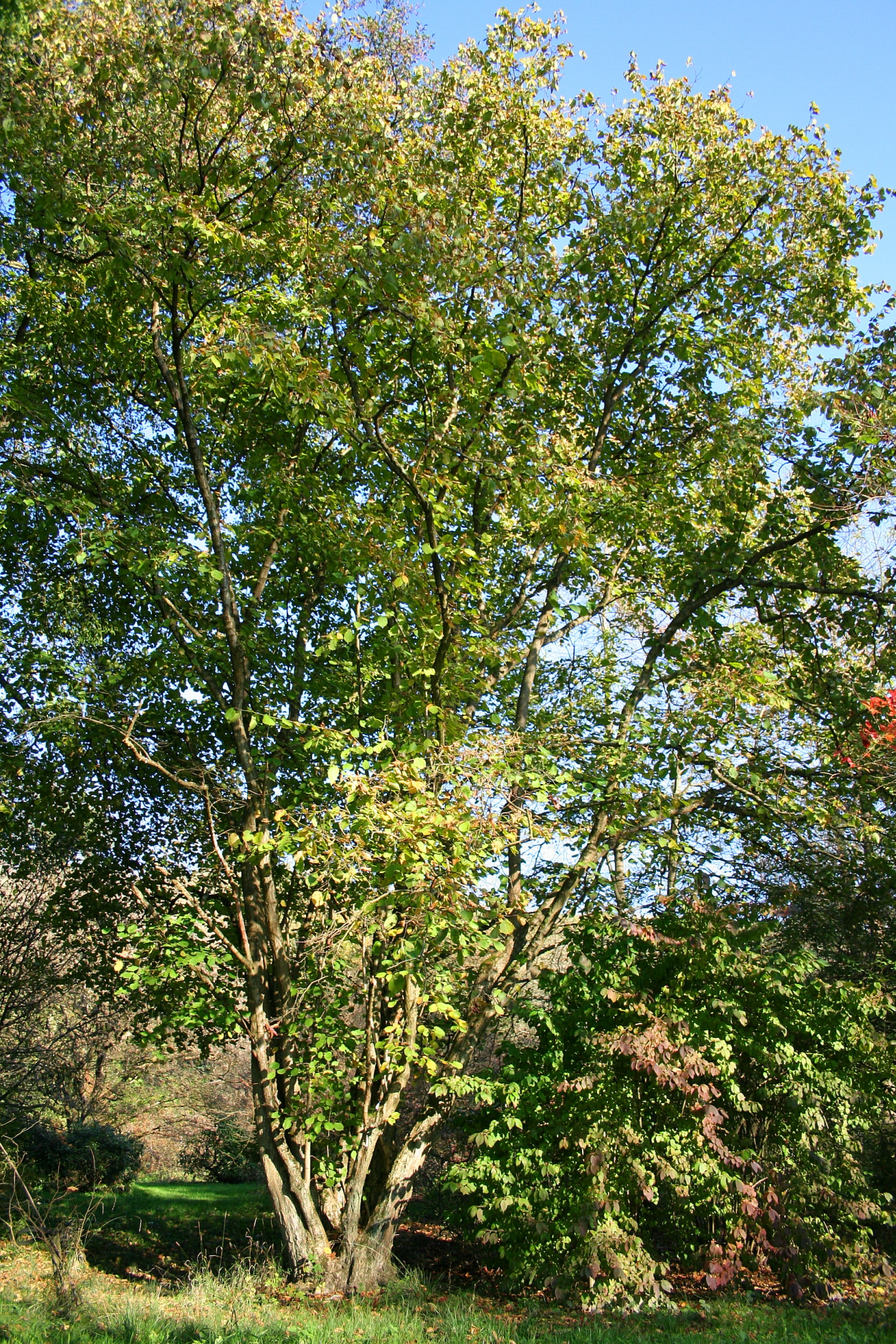
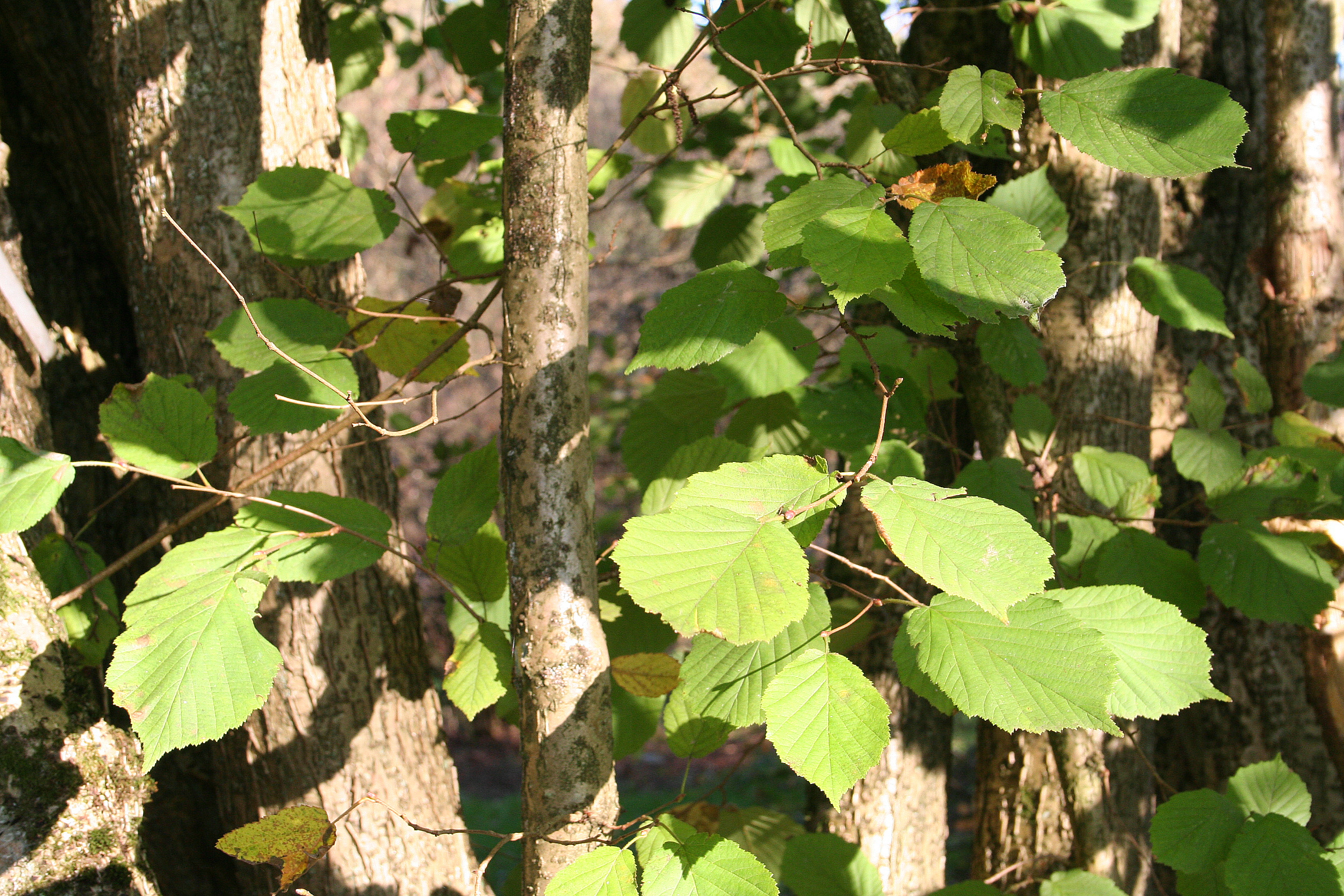